# Anthidium helianthinum
Anthidium helianthinum är en biart som beskrevs av Wu 2004. Anthidium helianthinum ingår i släktet ullbin, och familjen buksamlarbin. Inga underarter finns listade i Catalogue of Life.